# 제럴드 딕슨
제럴드 딕슨(Gerald Dixon)(1969년 6월 20일 ~ )은 전 미식축구 라인배커이다. 그는 사우스 캐롤라이나에서 대학 미식축구 선수로 뛰었고 1992년부터 2001년까지 내셔널 풋볼 리그(NFL)에서 10시즌을 보냈다.

## 대학 경력
딕슨은 처음에 가든 시티(캔자스) 커뮤니티 칼리지에서 1989년 올해의 컨퍼런스 선수로 선정된 후 다음 시즌에 사우스 캐롤라이나로 이적했다.
원래 수비 라인맨이었지만 사우스 캐롤라이나로 이적한 후 딕슨은 라인 배커 위치로 전환했다. 게임콕에서의 2년 경력 동안 그는 매 시즌 70번의 태클을 했고 1990년에 팀의 올해의 수비 선수로 선정되었으며, 3개의 스틸과 4개의 태클을 기록하며 시즌을 마감했다.

## 전문 경력
딕슨은 클리블랜드 브라운스, 신시내티 뱅골스, 샌디에이고 차저스, 오클랜드 레이더스에서 뛰었다. 딕슨은 1992년 NFL 드래프트에서 브라운스에 의해 드래프트되었다. 1999년에 딕슨의 아버지와 형제는 같은 주에 둘 다 살해당해서 딕슨은 2001년에 은퇴하여 집으로 돌아가 조카를 키우는 일을 도왔다. 그는 현재 실비아 서클 초등학교의 체육 교사이자 리틀 리그 코치이며, 사우스캐롤라이나주 록 힐에 있는 그의 오래된 고등학교인 록 힐 중학교의 라인배커 코치이기도 하다.